# Liga Europa da UEFA de 2009–10
A Liga Europa da UEFA 2009–10 foi a primeira temporada com um novo nome para a competição anteriormente conhecida como Copa da UEFA. A final foi jogada no HSH Nordbank Arena, casa do Hamburger SV, em Hamburgo, na Alemanha.

## Atribuição de equipas por associação
Um total de 192 equipes participaram na Liga Europa da UEFA 2009-10, das 53 associações da UEFA. As vagas foram atribuídas aos países de acordo com o seu coeficiente UEFA. O vencedor da Copa da UEFA de 2008-09 tinha garantido um lugar na fase do grupo, mesmo que não tenha obtido uma qualificação local através da sua liga nacional, salvo se qualificar para a Liga dos Campeões.

### Distribuição
Primeira ronda de qualificação (46 equipas)
- 14 segundo classificados das associações 37-51 (excepto Liechtenstein)
- 29 terceiro classificados das associações 22-51 (excepto Liechtenstein)
- 3 vencedores do prémio Fair Play

Segunda ronda de qualificação (80 equipas)
- 23 vencedores da primeira ronda
- 24 vencedores da taça das associações 30-53
- 18 segundo classificados das associações 19-36
- 6 terceiro classificados das associações 16-21
- 6 quarto classificados das associações 10-15
- 3 quinto classificados das associações 7-9

Terceira ronda de qualificação (70 equipas)
- 40 vencedores da segunda ronda
- 12 vencedores da taça das associações 18-29
- 3 segundo classificados das associações 16-18
- 6 terceiro classificados das associações 10-15
- 3 quarto classificados das associações 7-9
- 3 quinto classificados das associações 4-6
- 3 sexto classificados das associações 1-3

Play-off (76 equipas)
- 35 vencedores da terceira ronda
- 17 vencedores da taça das associações 1-17
- 3 terceiro classificados das associações 7-9
- 3 quarto classificados das associações 4-6
- 3 quinto classificados das associações 1-3
- 15 derrotados da terceira ronda de qualificação da Liga dos Campeões

Fase de Grupos (48 equipas)
O detentor do título entraria normalmente entra nesta fase, mas para 2009-10, esta posição esta vaga. A UEFA ainda não anunciou oficialmente como preencherá a vaga, isto pressupõe que uma lista adicional equipas vai avançar a partir do play-off.
- 38 vencedores do play-off
- 10 derrotados do play-off da Liga dos Campeões

Fase final (32 equipas)
- 12 vencedores da fase de grupos
- 12 segundo classificados da fase de grupos
- 8 terceiro classificados da fase de grupos da Liga dos Campeões

## Equipes
| Play-off                       | Play-off             | Play-off               | Play-off             |
| ------------------------------ | -------------------- | ---------------------- | -------------------- |
| Everton                        | Zenit St. Petersburg | Genk                   |                      |
| Aston Villa                    | Dinamo Bucureşti     | AEK Athens             |                      |
| Villarreal                     | CFR Cluj             | Teplice                |                      |
| Valencia                       | Benfica              | Sion                   |                      |
| Lazio                          | Nacional da Madeira  | Litex Lovech           |                      |
| Genoa                          | Heerenveen           |                        |                      |
| Guingamp                       | Ajax                 |                        |                      |
| Toulouse                       | Heart of Midlothian  |                        |                      |
| Werder Bremen                  | Trabzonspor          |                        |                      |
| Hertha BSC                     | Vorskla Poltava      |                        |                      |
| Amkar Perm                     |                      |                        |                      |
| Terceira ronda de qualificação |                      |                        |                      |
| Fulham                         | PSV Eindhoven        | CSKA Sofia             | IFK Göteborg         |
| Athletic Bilbao                | Aberdeen             | Vålerenga              | Košice               |
| Roma                           | Fenerbahçe           | Fredrikstad            | Lech Poznań          |
| Lille                          | Metalist Kharkiv     | Odense BK              | Honvéd               |
| Hamburg                        | Club Brugge          | Austria Wien           | Hajduk Split         |
| Krylia Sovetov                 | PAOK                 | Vojvodina              | APOP                 |
| Vaslui                         | Slovan Liberec       | Hapoel Tel Aviv        | Interblock Ljubljana |
| Braga                          | Young Boys           |                        |                      |
| Segunda ronda de qualificação  |                      |                        |                      |
| Steaua Bucureşti               | Sturm Graz           | Skonto Rīga            | Naftan               |
| Paços de Ferreira              | Estrela Vermelha     | Slavija                | Flora                |
| NAC Breda                      | Sevojno              | Sarajevo               | Qarabağ              |
| Falkirk                        | Maccabi Netanya      | Sūduva                 | Flamurtari Vlorë     |
| Galatasaray                    | Elfsborg             | FBK Kaunas             | Gandzasar            |
| Metalurh Donetsk               | Žilina               | Iskra-Stal             | Tobol                |
| Gent                           | Legia Varsóvia       | Dacia Chişinău         | Crusaders            |
| AE Larissa                     | Újpest               | St. Patrick's Athletic | Bangor City          |
| Sigma Olomouc                  | Rijeka               | Derry City             | HB Tórshavn          |
| Basel                          | Omonia               | Rabotnički             | Differdange          |
| Cherno More                    | Gorica               | Milano                 | Sliema Wanderers     |
| Tromsø                         | HJK Helsinki         | KR Reykjavík           | Petrovac             |
| AaB Aalborg                    | Honka                | Dinamo Tbilisi         | FC Santa Coloma      |
| Brøndby IF                     | Liepājas Metalurgs   | FC Vaduz               | Juvenes/Dogana       |
| Rapid Wien                     |                      |                        |                      |
| Primeira ronda de qualificação |                      |                        |                      |
| Bnei Yehuda                    | Zimbru Chişinău      | Simurq PIK             | B36 Tórshavn         |
| Helsingborg                    | Sligo Rovers         | Vllaznia               | NSÍ Runavík          |
| Spartak Trnava                 | Renova               | Dinamo Tirana          | UN Käerjéng 97       |
| Polonia Warsaw                 | Keflavík             | Mika                   | CS Grevenmacher      |
| Szombathelyi Haladás           | Fram                 | Banants                | Birkirkara           |
| Slaven Belupo                  | Metalurgi Rustavi    | Irtysh                 | Valletta             |
| Anorthosis                     | Zestafoni            | Okzhetpes              | Budućnost            |
| Rudar Velenje                  | Dinamo Minsk         | Linfield               | Sutjeska Nikšić      |
| FC Lahti                       | Partyzan Minsk       | Lisburn Distillery     | Rosenborg            |
| Dinaburg                       | Trans                | Llanelli               | Randers              |
| Široki Brijeg                  | Kalju                | The New Saints         | Motherwell           |
| Vėtra                          | Inter Baku           |                        |                      |

## Calendário
O calendário oficial da prova foi divulgado a 9 de Junho de 2009:
| Fase           | Ronda                   | Data de sorteio     | 1ª Mão                 | 2ª Mão                 |
| -------------- | ----------------------- | ------------------- | ---------------------- | ---------------------- |
| Qualificação   | Primeira ronda          | 22 de Junho 2009    | 2 de Julho 2009        | 9 de Julho 2009        |
| Qualificação   | Segunda ronda           | 22 de Junho 2009    | 16 de Julho 2009       | 23 de Julho 2009       |
| Qualificação   | Terceira ronda          | 17 de Julho 2009    | 30 de Julho 2009       | 6 de Agosto 2009       |
| Qualificação   | Play-off                | 7 de Agosto 2009    | 20 de Agosto 2009      | 27 de Agosto 2009      |
| Fase de grupos | Jogo 1                  | 28 de Agosto 2009   | 17 de Setembro 2009    | 17 de Setembro 2009    |
| Fase de grupos | Jogo 2                  | 28 de Agosto 2009   | 1 de Outubro 2009      | 1 de Outubro 2009      |
| Fase de grupos | Jogo 3                  | 28 de Agosto 2009   | 22 de Outubro 2009     | 22 de Outubro 2009     |
| Fase de grupos | Jogo 4                  | 28 de Agosto 2009   | 5 de Novembro 2009     | 5 de Novembro 2009     |
| Fase de grupos | Jogo 5                  | 28 de Agosto 2009   | 2-3 de Dezembro 2009   | 2-3 de Dezembro 2009   |
| Fase de grupos | Jogo 6                  | 28 de Agosto 2009   | 16-17 de Dezembro 2009 | 16-17 de Dezembro 2009 |
| Fases finais   | Dezasseis-avos de final | 18 de Dezembro 2009 | 18 de Fevereiro 2010   | 25 de Fevereiro 2010   |
| Fases finais   | Oitavos-finais          | 18 de Dezembro 2009 | 11 de Março 2010       | 18 de Março 2010       |
| Fases finais   | Quartos-finais          | 19 de Março 2010    | 1 de Abril 2010        | 8 de Abril 2010        |
| Fases finais   | Semifinais              | 19 de Março 2010    | 22 de Abril 2010       | 29 de Abril 2010       |
| Fases finais   | Final                   | 19 de Março 2010    | 12 de Maio de 2010     | 12 de Maio de 2010     |

## Qualificação

### Primeira ronda
| Equipe 1             | Total     | Equipe 2       | 1.º jogo | 2.º jogo |
| -------------------- | --------- | -------------- | -------- | -------- |
| Sutjeska Nikšić      | 2-3       | Partyzan Minsk | 1-1      | 1-2      |
| Lahti                | 4-3       | Dinamo Tirana  | 4-1      | 0-2      |
| Grevenmacher         | 0-6       | Vėtra          | 0-3      | 0-3      |
| NSÍ Runavík          | 1-6       | Rosenborg      | 0-3      | 1-3      |
| Szombathelyi Haladás | 2-2(g.f.) | Irtysh         | 1-0      | 1-2      |
| Sligo Rovers         | 1-3       | Vllaznia       | 1-2      | 1-1      |
| Metalurgi Rustavi    | 4-0       | B36 Tórshavn   | 2-0      | 2-0      |
| Anorthosis           | 7-1       | Käerjéng       | 5-0      | 2-1      |
| Slaven Belupo        | 1-0       | Birkirkara     | 1-0      | 0-0      |
| Zimbru Chişinău      | 3-2       | Okzhetpes      | 1-2      | 2-0      |
| Lisburn Distillery   | 1-11      | Zestaponi      | 1-5      | 0-6      |
| Helsingborg          | 4-2       | Mika           | 3-1      | 1-1      |
| Valletta             | 5-2       | Keflavík       | 3-0      | 2-2      |
| Dinaburg             | 2-1       | Nõmme Kalju    | 2-1      | 0-0      |
| Budućnost            | 1-2       | Polonia Warsaw | 0-2      | 1-0      |
| Narva Trans          | 1-6       | Rudar Velenje  | 0-3      | 1-3      |
| Motherwell           | 3-1       | Llanelli       | 0-1      | 3-0      |
| Banants              | 1-2       | Široki Brijeg  | 0-2      | 1-0      |
| Spartak Trnava       | 5-2       | Inter Baku     | 2-1      | 3-1      |
| Dinamo Minsk         | 3-2       | Renova         | 2-1      | 1-1      |
| Randers              | 7-0       | Linfield       | 4-0      | 3-0      |
| Simurq PIK           | 1-3       | Bnei Yehuda    | 1-0      | 0-3      |
| Fram                 | 4-2       | The New Saints | 2-1      | 2-1      |

Nota: MTZ-RIPO, Vetra, Rosenborg, Rudar Velenje, Široki Brijeg e The New Saints foram originalmente sorteados para acolher a primeira mão, mas foi acordada a troca.
Legenda:
- g.f. - equipa apurou-se pela Regra do gol fora de casa

### Segunda ronda
Os jogos desta fase jogaram-se a 16 de Julho para a primeira mão (à excepção de duas partidas), e a 23 de Julho para a segunda mão.
| Equipe 1              | Total     | Equipe 2             | 1.º jogo | 2.º jogo |
| --------------------- | --------- | -------------------- | -------- | -------- |
| Rosenborg             | 0-1       | Qarabağ              | 0-0      | 0-1      |
| Zimbru Chişinău       | 0-1       | Paços de Ferreira    | 0-0      | 0-1      |
| Juvenes/Dogana        | 0-5       | Polonia Warsaw       | 0-1      | 0-4      |
| Sturm Graz            | 3-2       | Široki Brijeg        | 2-1      | 1-1      |
| Basel                 | 7-1       | Santa Coloma         | 3-0      | 4-1      |
| Honka                 | 6         | Bangor City          | 2-0      | 1-0      |
| MŠK Žilina            | 3-0       | Dacia Chişinău       | 2-0      | 1-0      |
| Anorthosis            | 3-4(a.p.) | Petrovac             | 2-1      | 1-3      |
| St Patrick's Athletic | 2-1       | Valletta             | 1-1      | 1-0      |
| Omonia                | 8-1       | HB                   | 4-0      | 4-1      |
| Gorica                | 1-2       | Lahti                | 1-0      | 0-2      |
| Sigma Olomouc         | 3-1       | Fram                 | 1-1      | 2-0      |
| Legia Warsaw          | 4-0       | Metalurgi Rustavi    | 3-0      | 1-0      |
| Falkirk               | 1-2(a.p.) | Vaduz                | 1-0      | 0-2      |
| Elfsborg              | 3-0       | Szombathelyi Haladás | 3-0      | 0-0      |
| Rapid Wien            | 8-0       | Vllaznia             | 5-0      | 3-0      |
| Naftan                | 2-2(g.f.) | Gent                 | 2-1      | 0-1      |
| Liepājas Metalurgs    | 3-4       | Dinamo Tbilisi       | 2-1      | 1-3      |
| Differdange           | 1-3       | Rijeka               | 1-0      | 0-3      |
| Sūduva                | 1-2       | Randers              | 0-1      | 1-1      |
| Vėtra                 | 3-2       | HJK Helsinki         | 0-1      | 3-1      |
| Milano                | 2-12      | Slaven Belupo        | 0-4      | 2-8      |
| Dinamo Minsk          | 1-4       | Tromsø               | 0-0      | 1-4      |
| KR                    | 3-1       | Larissa              | 2-0      | 1-1      |
| Brøndby               | 4-1       | Flora                | 0-1      | 4-1      |
| AaB Aalborg           | 1-2       | Slavija              | 0-0      | 1-2      |
| Steaua Bucureşti      | 4-1       | Újpest               | 2-0      | 2-1      |
| Metalurh Donetsk      | 5-1       | Partyzan Minsk       | 3-0      | 2-1      |
| Crusaders             | 4-5       | Rabotnički           | 2-1      | 2-4      |
| Bnei Yehuda           | 5-0       | Dinaburg             | 4-0      | 1-0      |
| NAC Breda             | 8-0       | Gandzasar            | 6-0      | 2-0      |
| Cherno More           | 4-0       | Iskra-Stal           | 1-0      | 3-0      |
| Sevojno               | 1-1(g.f.) | FBK Kaunas           | 0-0      | 1-1      |
| Flamurtari Vlorë      | 2-8       | Motherwell           | 1-0      | 1-8      |
| Zestaponi             | 3-4(a.p.) | Helsingborg          | 1-2      | 2-2      |
| Skonto Rīga           | 1-2       | Derry City           | 1-1      | 0-1      |
| Sliema Wanderers      | 0-3       | Maccabi Netanya      | 0-0      | 0-3      |
| Tobol                 | 1-3       | Galatasaray          | 1-1      | 0-2      |
| Rudar Velenje         | 0-5       | Estrela Vermelha     | 0-1      | 0-4      |
| Sarajevo              | 2-1       | Spartak Trnava       | 1-0      | 1-1      |

### Terceira ronda
| Equipe 1              | Total      | Equipe 2             | 1.º jogo | 2.º jogo |
| --------------------- | ---------- | -------------------- | -------- | -------- |
| Sarajevo              | 3-3 (g.p.) | Helsingborg          | 2-1      | 1-2      |
| Fredrikstad           | 3-7        | Lech Poznań          | 1-6      | 2-1      |
| Rijeka                | 1-4        | Metalist Kharkiv     | 1-2      | 0-2      |
| Gent                  | 2-10       | Roma                 | 1-3      | 1-7      |
| Vaslui                | 3-1        | Omonia               | 2-0      | 1-1      |
| Slavija               | 1-5        | Košice               | 0-2      | 1-3      |
| IFK Göteborg          | 2-4        | Hapoel Tel Aviv      | 1-3      | 1-1      |
| PSV Eindhoven         | 2-0        | Cherno More          | 1-0      | 1-0      |
| Metallurg Donetsk     | 5-0        | Interblock Ljubljana | 2-0      | 3-0      |
| Vålerenga             | 2-2 (g.f.) | PAOK                 | 1-2      | 1-0      |
| Rapid Wien            | 4-3 (a.p.) | APOP                 | 2-1      | 2-2      |
| Honka                 | 1-3        | Qarabağ              | 0-1      | 1-2      |
| Vaduz                 | 0-3        | Slovan Liberec       | 0-1      | 0-2      |
| St Patrick's Athletic | 3-3 (g.f.) | Krylia Sovetov       | 1-0      | 2-3      |
| Randers               | 1-4        | Hamburg              | 0-4      | 1-0      |
| Tromsø                | 4-1        | Slaven Belupo        | 2-1      | 2-0      |
| Brøndby               | 3-3 (g.f.) | Legia Warsaw         | 1-1      | 2-2      |
| Vojvodina             | 3-5        | Austria Wien         | 1-1      | 2-4      |
| CSKA Sofia            | 2-1        | Derry City           | 1-0      | 1-1      |
| Steaua Bucureşti      | 6-1        | Motherwell           | 3-0      | 3-       |
| MŠK Žilina            | 2-1        | Hajduk Split         | 1-1      | 1-0      |
| Braga                 | 1-4        | Elfsborg             | 1-2      | 0-2      |
| Aberdeen              | 1-8        | Sigma Olomouc        | 1-5      | 0-3      |
| Rabotnički            | 3-7        | Odense               | 3-4      | 0-3      |
| Sevojno               | 0-4        | Lille                | 0-2      | 0-2      |
| Petrovac              | 1-7        | Sturm Graz           | 1-2      | 0-5      |
| Fenerbahçe            | 6-2        | Budapest Honvéd      | 5-1      | 1-1      |
| Bnei Yehuda           | 2-0        | Paços de Ferreira    | 1-0      | 1-0      |
| Club Brugge           | 4-3        | Lahti                | 3-2      | 1-1      |
| Athletic Bilbao       | 2-2 (g.f.) | Young Boys           | 0-1      | 2-1      |
| KR                    | 3-5        | Basel                | 2-2      | 1-3      |
| Maccabi Netanya       | 1-10       | Galatasaray          | 1-4      | 0-6      |
| Dínamo Tbilisi        | 4-5        | Estrela Vermelha     | 2-0      | 2-5      |
| Polonia Warsaw        | 1-4        | NAC Breda            | 0-1      | 1-3      |
| Vėtra                 | 0-6        | Fulham               | 0-3      | 0-3      |

### Play-off
O sorteio para o play-off foi realizado a 7 de Agosto de 2009, em Nyon, na Suíça.
| Equipe 1          | Total         | Equipe 2              | 1.º jogo | 2.º jogo |
| ----------------- | ------------- | --------------------- | -------- | -------- |
| PAOK              | 1-1 (g.f.)    | Heerenveen            | 1-1      | 0-0      |
| Dinamo Zagreb     | 4-2           | Hearts                | 4-0      | 0-2      |
| Werder Bremen     | 8-3           | Aktobe                | 6-3      | 2-0      |
| Everton           | 5-1           | Sigma Olomouc         | 4-0      | 1-1      |
| BATE              | 4-1 (a.p.)    | Litex Lovech          | 0-1      | 4-0      |
| NAC Breda         | 2-9           | Villarreal            | 1-3      | 1-6      |
| Lech Poznań       | 1-1 3-4(g.p.) | Club Brugge           | 1-0      | 0-1      |
| Fulham            | 3-2           | Amkar Perm            | 3-1      | 0-1      |
| Galatasaray       | 6-1           | Levadia               | 5-0      | 1-1      |
| Teplice           | 2-3           | Hapoel Tel Aviv       | 1-2      | 1-1      |
| Metallurg Donetsk | 4-5(a.p.)     | Austria Wien          | 2-2      | 2-3      |
| Twente            | 3-1           | Qarabağ               | 3-1      | 0-0      |
| Košice            | 4-10          | Roma                  | 3-3      | 1-7      |
| CSKA Sofia        | 2-1           | Dynamo Moscow         | 0-0      | 2-1      |
| Racing Genk       | 3-6           | Lille                 | 1-2      | 2-4      |
| Bnei Yehuda       | 0-2           | PSV Eindhoven         | 0-1      | 0-1      |
| Lazio             | 3-1           | Elfsborg              | 3-0      | 0-1      |
| Trabzonspor       | 2-3           | Toulouse              | 1-3      | 1-0      |
| Partizan          | 3-1           | MŠK Žilina            | 1-1      | 2-0      |
| Baku              | 2-8           | Basel                 | 1-3      | 1-5      |
| Ajax              | 7-1           | Slovan Bratislava     | 5-0      | 2-1      |
| Sivasspor         | 0-5           | Shakhtar Donetsk      | 0-3      | 0-2      |
| Brøndby           | 2-4           | Hertha BSC            | 2-1      | 0-3      |
| Athletic Bilbao   | 4-3           | Tromsø                | 3-2      | 1-1      |
| Sarajevo          | 2-3           | CFR Cluj              | 1-1      | 1-2      |
| Rapid Wien        | 2-2 (g.f.)    | Aston Villa           | 1-0      | 1-2      |
| Steaua Bucureşti  | 5-1           | St Patrick's Athletic | 3-0      | 2-1      |
| Maribor           | 1-3           | Sparta Prague         | 0-2      | 1-1      |
| Nacional          | 5-4           | Zenit St. Petersburg  | 4-3      | 1-1      |
| Genoa             | 4-2           | Odense                | 3-1      | 1-1      |
| Dinamo Bucureşti  | 3-3 9-8(g.p.) | Slovan Liberec        | 0-3¹     | 3-0      |
| Guingamp          | 2-8           | Hamburg               | 1-5      | 1-3      |
| Sion              | 2-4           | Fenerbahçe            | 0-2      | 2-2      |
| Sturm Graz        | 2-1           | Metalist Kharkiv      | 1-1      | 1-0      |
| Slavia Praga      | 4-2           | Estrela Vermelha      | 3-0      | 1-2      |
| Benfica           | 5-2           | Vorskla Poltava       | 4-0      | 1-2      |
| Vaslui            | 2-4           | AEK Athens            | 2-1      | 0-3      |
| Stabæk            | 1-7           | Valencia              | 0-3      | 1-4      |

- ¹O jogo teve como resultado 0-2 mas ao minuto 88 os fãs Dinamo Bucureşti invadiu a pista de atletismo em redor do campo. A UEFA atribui um derrota por 0-3 contra o Dinamo, durante uma reunião de emergência em 25 de Agosto.[12]

## Fase de grupos
Para a fase de grupos da prova entrarão também as equipas derrotadas no Play-off da Liga dos Campeões da UEFA de 2009-10. As equipas apuradas para a fase de grupos foram divididas em 4 potes, consoante os seus coeficientes na UEFA.
| Pote 1 | Pote 2 | Pote 3 | Pote 4 |
| --- | --- | --- | --- |
| - Shakhtar Donetsk - Werder Bremen - Villarreal - Roma - PSV Eindhoven - Sporting CP - Hamburg - Benfica - Valencia - Panathinaikos - Ajax - Steaua Bucureşti | - Fenerbahçe - Basel - Lille - Celtic - Everton - Club Brugge - SC Heerenveen - Galatasaray - Anderlecht - Austria Wien - Copenhagen - Lazio | - Hertha BSC - Sparta Prague - Dinamo Bucureşti - AEK Athens - Slavia Prague - Levski Sofia - Athletic Bilbao - Partizan - Hapoel Tel Aviv - Twente - Dinamo Zagreb - Fulham | - CSKA Sofia - Toulouse - CFR Cluj - Genoa - Rapid Wien - Timişoara - BATE - Nacional - Red Bull Salzburg - Sturm Graz - Ventspils - Sheriff Tiraspol |

O sorteio ditou a constituição de 12 grupos, dos quais as duas primeiras classificadas se apuram para a fase seguinte.
Legenda
| Classificados para os Dezasseis-avos de Final |
| Eliminados                                    |

### Grupo A
| Equipa        | J | V | E | D | GM | GS | +/- | Pts |
| ------------- | - | - | - | - | -- | -- | --- | --- |
| Anderlecht    | 6 | 3 | 2 | 1 | 9  | 4  | +5  | 11  |
| Ajax          | 6 | 3 | 2 | 1 | 8  | 6  | +2  | 11  |
| Dinamo Zagreb | 6 | 2 | 0 | 4 | 6  | 8  | -2  | 6   |
| Timişoara     | 6 | 1 | 2 | 3 | 4  | 9  | -5  | 5   |

|               | AJX | AND | ZGR | TMS |
| ------------- | --- | --- | --- | --- |
| Ajax          | –   | 1-3 | 2-1 | 0-0 |
| Anderlecht    | 1-1 | –   | 0-1 | 3-1 |
| Dinamo Zagreb | 0-2 | 0-2 | –   | 1-2 |
| Timişoara     | 1-2 | 0-0 | 0-3 | –   |

### Grupo B
| Equipa        | J | V | E | D | GM | GS | +/- | Pts |
| ------------- | - | - | - | - | -- | -- | --- | --- |
| Valencia      | 6 | 3 | 3 | 0 | 12 | 8  | +4  | 12  |
| Lille         | 6 | 3 | 1 | 2 | 15 | 9  | +6  | 10  |
| Genoa         | 6 | 2 | 1 | 3 | 8  | 10 | -2  | 7   |
| Slavia Prague | 6 | 0 | 3 | 3 | 5  | 13 | -8  | 3   |

|               | VAL | LLE | GEN | SPR |
| ------------- | --- | --- | --- | --- |
| Valencia      | –   | 3-1 | 3-2 | 1-1 |
| Lille         | 1-1 | –   | 3-0 | 3-1 |
| Genoa         | 1-2 | 3-2 | –   | 2-0 |
| Slavia Prague | 2-2 | 1-5 | 0-0 | –   |

### Grupo C
| Equipa          | J | V | E | D | GM | GS | +/- | Pts |
| --------------- | - | - | - | - | -- | -- | --- | --- |
| Hapoel Tel Aviv | 6 | 4 | 0 | 2 | 13 | 8  | +5  | 12  |
| Hamburg         | 6 | 3 | 1 | 2 | 7  | 6  | +1  | 10  |
| Celtic          | 6 | 1 | 3 | 2 | 7  | 7  | 0   | 6   |
| Rapid Wien      | 6 | 1 | 2 | 3 | 8  | 14 | -6  | 5   |

|                 | HAM | CEL | HPO | WIE |
| --------------- | --- | --- | --- | --- |
| Hamburg         | –   | 0-0 | 4-2 | 2-0 |
| Celtic          | 0-1 | –   | 2-0 | 1-1 |
| Hapoel Tel Aviv | 1-0 | 2-1 | –   | 5-1 |
| Rapid Wien      | 3-0 | 3-3 | 0-3 | –   |

### Grupo D
| Equipa        | J | V | E | D | GM | GS | +/- | Pts |
| ------------- | - | - | - | - | -- | -- | --- | --- |
| Sporting      | 6 | 3 | 2 | 1 | 8  | 6  | +2  | 11  |
| Hertha Berlin | 6 | 3 | 1 | 2 | 6  | 5  | +1  | 10  |
| Heerenveen    | 6 | 2 | 2 | 2 | 11 | 7  | +4  | 8   |
| Ventspils     | 6 | 0 | 3 | 3 | 3  | 10 | -7  | 3   |

|               | SCP | HRE | BSC | VTS |
| ------------- | --- | --- | --- | --- |
| Sporting      | –   | 1-1 | 1-0 | 1-1 |
| Heerenveen    | 2-3 | –   | 2-3 | 5-0 |
| Hertha Berlin | 1-0 | 0-1 | –   | 1-1 |
| Ventspils     | 1-2 | 0-0 | 0-1 | –   |

### Grupo E
| Equipa     | J | V | E | D | GM | GS | +/- | Pts |
| ---------- | - | - | - | - | -- | -- | --- | --- |
| Roma       | 6 | 4 | 1 | 1 | 10 | 5  | +5  | 13  |
| Fulham     | 6 | 3 | 2 | 1 | 8  | 6  | +2  | 11  |
| Basel      | 6 | 3 | 0 | 3 | 10 | 7  | +3  | 9   |
| CSKA Sofia | 6 | 0 | 1 | 5 | 2  | 12 | -10 | 1   |

|            | ASR | BSL | FLH | CSF |
| ---------- | --- | --- | --- | --- |
| Roma       | –   | 2-1 | 2-1 | 2-0 |
| Basel      | 2-0 | –   | 2-3 | 3-1 |
| Fulham     | 1-1 | 1-0 | –   | 1-0 |
| CSKA Sofia | 0-3 | 0-2 | 1-1 | –   |

### Grupo F
| Equipa           | J | V | E | D | GM | GS | +/- | Pts |
| ---------------- | - | - | - | - | -- | -- | --- | --- |
| Galatasaray      | 6 | 4 | 1 | 1 | 12 | 4  | +8  | 13  |
| Panathinaikos    | 6 | 4 | 0 | 2 | 7  | 4  | +3  | 12  |
| Dinamo Bucureşti | 6 | 2 | 0 | 4 | 4  | 12 | -8  | 6   |
| Sturm Graz       | 6 | 1 | 1 | 4 | 3  | 6  | -3  | 4   |

|                  | PNT | GAT | DBC | GRZ |
| ---------------- | --- | --- | --- | --- |
| Panathinaikos    | –   | 1-3 | 3-0 | 1-0 |
| Galatasaray      | 1-0 | –   | 4-1 | 1-1 |
| Dinamo Bucureşti | 0-1 | 0-3 | –   | 2-1 |
| Sturm Graz       | 0-1 | 1-0 | 0-1 | –   |

### Grupo G
| Equipa       | J | V | E | D | GM | GS | +/- | Pts |
| ------------ | - | - | - | - | -- | -- | --- | --- |
| Salzburg     | 6 | 6 | 0 | 0 | 9  | 2  | +7  | 18  |
| Villarreal   | 6 | 3 | 0 | 3 | 8  | 6  | +2  | 9   |
| Lazio        | 6 | 2 | 0 | 4 | 9  | 10 | +1  | 6   |
| Levski Sofia | 6 | 1 | 0 | 5 | 1  | 9  | -8  | 3   |

|              | VLR | LAZ | SOF | RBS |
| ------------ | --- | --- | --- | --- |
| Villarreal   | –   | 4-1 | 1-0 | 0-1 |
| Lazio        | 2-1 | –   | 0-1 | 1-2 |
| Levski Sofia | 0-2 | 0-4 | –   | 0-1 |
| Salzburg     | 2-0 | 2-1 | 1-0 | –   |

### Grupo H
| Equipa           | J | V | E | D | GM | GS | +/- | Pts |
| ---------------- | - | - | - | - | -- | -- | --- | --- |
| Fenerbahçe       | 6 | 5 | 0 | 1 | 8  | 3  | +5  | 15  |
| Twente           | 6 | 2 | 2 | 2 | 5  | 6  | -1  | 8   |
| Sheriff Tiraspol | 6 | 1 | 2 | 3 | 4  | 5  | -1  | 5   |
| Steaua Bucureşti | 6 | 0 | 4 | 2 | 3  | 6  | -3  | 4   |

|                  | STE | FSK | TWE | SRF |
| ---------------- | --- | --- | --- | --- |
| Steaua Bucureşti | –   | 0-1 | 1-1 | 0-0 |
| Fenerbahçe       | 3-1 | –   | 1-2 | 1-0 |
| Twente           | 0-0 | 0-1 | –   | 2-1 |
| Sheriff Tiraspol | 1-1 | 0-1 | 2-0 | –   |

### Grupo I
| Equipa     | J | V | E | D | GM | GS | +/- | Pts |
| ---------- | - | - | - | - | -- | -- | --- | --- |
| Benfica    | 6 | 5 | 0 | 1 | 13 | 3  | +10 | 15  |
| Everton    | 6 | 3 | 0 | 3 | 7  | 9  | -2  | 9   |
| BATE       | 6 | 2 | 1 | 3 | 7  | 9  | -2  | 7   |
| AEK Athens | 6 | 1 | 1 | 4 | 5  | 11 | -6  | 4   |

|            | SLB | EVT | AEK | BAT |
| ---------- | --- | --- | --- | --- |
| Benfica    | –   | 5-0 | 2-1 | 2-0 |
| Everton    | 0-2 | –   | 4-0 | 0-1 |
| AEK Athens | 1-0 | 0-1 | –   | 2-2 |
| BATE       | 1-2 | 1-2 | 2-1 | –   |

### Grupo J
| Team             | Pld | W | D | L | GF | GA | GD  | Pts |
| ---------------- | --- | - | - | - | -- | -- | --- | --- |
| Shakhtar Donetsk | 6   | 4 | 1 | 1 | 14 | 3  | +11 | 13  |
| Club Brugge      | 6   | 3 | 2 | 1 | 10 | 8  | +2  | 11  |
| Toulouse         | 6   | 2 | 1 | 3 | 6  | 11 | -5  | 7   |
| Partizan         | 6   | 1 | 0 | 5 | 6  | 14 | -8  | 3   |

|                  | SHK | CLB | PRT | TOU |
| ---------------- | --- | --- | --- | --- |
| Shakhtar Donetsk | –   | 0-0 | 4-1 | 4-0 |
| Club Brugge      | 1-4 | –   | 2-0 | 1-0 |
| Partizan         | 1-0 | 2-4 | –   | 2-3 |
| Toulouse         | 0-2 | 2-2 | 1-0 | –   |

### Grupo K
| Equipa        | J | V | E | D | GM | GS | +/- | Pts |
| ------------- | - | - | - | - | -- | -- | --- | --- |
| PSV Eindhoven | 6 | 4 | 2 | 0 | 8  | 3  | +5  | 14  |
| Copenhagen    | 6 | 3 | 1 | 2 | 7  | 4  | +3  | 10  |
| Sparta Prague | 6 | 2 | 1 | 3 | 7  | 9  | -2  | 7   |
| CFR Cluj      | 6 | 1 | 0 | 5 | 4  | 10 | -6  | 3   |

|               | PSV | CPR | SPA | CFR |
| ------------- | --- | --- | --- | --- |
| PSV Eindhoven | –   | 1-0 | 1-0 | 1-0 |
| Copenhagen    | 1-1 | –   | 1-0 | 2-0 |
| Sparta Prague | 2-2 | 0-3 | –   | 2-0 |
| CFR Cluj      | 0-2 | 2-0 | 2-3 | –   |

### Grupo L
| Equipa          | J | V | E | D | GM | GS | +/- | Pts |
| --------------- | - | - | - | - | -- | -- | --- | --- |
| Werder Bremen   | 6 | 5 | 1 | 0 | 17 | 6  | +11 | 16  |
| Athletic Bilbao | 6 | 3 | 1 | 2 | 10 | 8  | +2  | 10  |
| Nacional        | 6 | 1 | 2 | 3 | 11 | 12 | -1  | 5   |
| Austria Wien    | 6 | 0 | 2 | 4 | 4  | 16 | -12 | 2   |

|                 | BRE | WIE | ATH | NCI |
| --------------- | --- | --- | --- | --- |
| Werder Bremen   | –   | 2-0 | 3-1 | 4-1 |
| Austria Wien    | 2-2 | –   | 0-3 | 1-1 |
| Athletic Bilbao | 0-3 | 3-0 | –   | 2-1 |
| Nacional        | 2-3 | 5-1 | 1-1 | –   |

## Fases Finais

### Equipes classificadas
| Chave de cores                                   |
| ------------------------------------------------ |
| Cabeças de chave para a fase de 16-avos de final |
| Não cabeças de chave a fase de 16-avos de final  |

#### Fase de grupos da Liga Europa
| Grupo | Vencedores         | Vices           |
| ----- | ------------------ | --------------- |
| A     | Anderlecht         | Ajax            |
| B     | Valencia           | Lille           |
| C     | Hapoel Tel Aviv    | Hamburgo        |
| D     | Sporting           | Hertha Berlim   |
| E     | Roma               | Fulham          |
| F     | Galatasaray        | Panathinaikos   |
| G     | Red Bull Salzburgo | Villarreal      |
| H     | Fenerbahçe         | Twente          |
| I     | Benfica            | Everton         |
| J     | Shakhtar Donetsk   | Club Brugge     |
| K     | PSV Eindhoven      | Copenhagen      |
| L     | Werder Bremen      | Athletic Bilbao |

#### Fase de grupos da Liga dos Campeões
| Grupo | Equipe                 | Pts | J | V | E | D | GM | GS | DG |
| ----- | ---------------------- | --- | - | - | - | - | -- | -- | -- |
| G     | Unirea Urziceni        | 8   | 6 | 2 | 2 | 2 | 8  | 8  | 0  |
| A     | Juventus               | 8   | 6 | 2 | 2 | 2 | 4  | 7  | −3 |
| B     | Wolfsburg              | 7   | 6 | 2 | 1 | 3 | 9  | 8  | +1 |
| C     | Olympique de Marseille | 7   | 6 | 2 | 1 | 3 | 10 | 10 | 0  |
| E     | Liverpool              | 7   | 6 | 2 | 1 | 3 | 5  | 7  | −2 |
| F     | Rubin Kazan            | 6   | 6 | 1 | 3 | 2 | 4  | 7  | −3 |
| H     | Standard Liège         | 5   | 6 | 1 | 2 | 3 | 7  | 9  | −2 |
| D     | Atlético de Madrid     | 3   | 6 | 0 | 3 | 3 | 3  | 12 | −9 |

### Esquema
| Dezasseis-avos finais | Dezasseis-avos finais | Dezasseis-avos finais | Dezasseis-avos finais |  |                 | Oitavos-finais         | Oitavos-finais | Oitavos-finais | Oitavos-finais |  |  | Quartos-finais         | Quartos-finais | Quartos-finais | Quartos-finais |  |  | Semifinais             | Semifinais | Semifinais | Semifinais |  |  | Final           | Final |
|                       |                       |                       |                       |  |                 |                        |                |                |                |  |  |                        |                |                |                |  |  |                        |            |            |            |  |  |                 |       |
| Werder Bremen         | 0                     | 4                     | 4                     |  |                 |                        |                |                |                |  |  |                        |                |                |                |  |  |                        |            |            |            |  |  |                 |       |
| Twente                | 1                     | 1                     | 2                     |  |                 | Werder Bremen          | 1              | 4              | 5              |  |  |                        |                |                |                |  |  |                        |            |            |            |  |  |                 |       |
| Valencia              | 0                     | 3                     | 3                     |  | Valencia (g.f.) | 1                      | 4              | 5              |                |  |  |                        |                |                |                |  |  |                        |            |            |            |  |  |                 |       |
| Club Brugge           | 1                     | 0                     | 1                     |  |                 |                        |                |                |                |  |  | Valencia               | 2              | 0              | 2              |  |  |                        |            |            |            |  |  |                 |       |
| Atlético Madrid       | 1                     | 2                     | 3                     |  |                 |                        |                |                |                |  |  | Atlético Madrid (g.f.) | 2              | 0              | 2              |  |  |                        |            |            |            |  |  |                 |       |
| Galatasaray           | 1                     | 1                     | 2                     |  |                 | Atlético Madrid (g.f.) | 0              | 2              | 2              |  |  |                        |                |                |                |  |  |                        |            |            |            |  |  |                 |       |
| Everton               | 2                     | 0                     | 2                     |  | Sporting        | 0                      | 2              | 2              |                |  |  |                        |                |                |                |  |  |                        |            |            |            |  |  |                 |       |
| Sporting CP           | 1                     | 3                     | 4                     |  |                 |                        |                |                |                |  |  |                        |                |                |                |  |  | Atlético Madrid (g.f.) | 1          | 1          | 2          |  |  |                 |       |
| Lille                 | 2                     | 1                     | 3                     |  |                 |                        |                |                |                |  |  |                        |                |                |                |  |  | Liverpool              | 0          | 2          | 2          |  |  |                 |       |
| Fenerbahçe            | 1                     | 1                     | 2                     |  |                 | Lille                  | 1              | 0              | 1              |  |  |                        |                |                |                |  |  |                        |            |            |            |  |  |                 |       |
| Liverpool             | 1                     | 3                     | 4                     |  | Liverpool       | 0                      | 3              | 3              |                |  |  |                        |                |                |                |  |  |                        |            |            |            |  |  |                 |       |
| Unirea Urziceni       | 0                     | 1                     | 1                     |  |                 |                        |                |                |                |  |  | Liverpool              | 1              | 4              | 5              |  |  |                        |            |            |            |  |  |                 |       |
| Hertha BSC            | 1                     | 0                     | 1                     |  |                 |                        |                |                |                |  |  | Benfica                | 2              | 1              | 3              |  |  |                        |            |            |            |  |  |                 |       |
| Benfica               | 1                     | 4                     | 5                     |  |                 | Benfica                | 1              | 2              | 3              |  |  |                        |                |                |                |  |  |                        |            |            |            |  |  |                 |       |
| Copenhagen            | 1                     | 1                     | 2                     |  | Marseille       | 1                      | 1              | 2              |                |  |  |                        |                |                |                |  |  |                        |            |            |            |  |  |                 |       |
| Marseille             | 3                     | 3                     | 6                     |  |                 |                        |                |                |                |  |  |                        |                |                |                |  |  |                        |            |            |            |  |  | Atlético Madrid | 2     |
| Ajax                  | 1                     | 0                     | 1                     |  |                 |                        |                |                |                |  |  |                        |                |                |                |  |  |                        |            |            |            |  |  | Fulham          | 1     |
| Juventus              | 2                     | 0                     | 2                     |  |                 | Juventus               | 3              | 1              | 4              |  |  |                        |                |                |                |  |  |                        |            |            |            |  |  |                 |       |
| Fulham                | 2                     | 1                     | 3                     |  | Fulham          | 1                      | 4              | 5              |                |  |  |                        |                |                |                |  |  |                        |            |            |            |  |  |                 |       |
| Shakhtar Donetsk      | 1                     | 1                     | 2                     |  |                 |                        |                |                |                |  |  | Fulham                 | 2              | 1              | 3              |  |  |                        |            |            |            |  |  |                 |       |
| Rubin Kazan           | 3                     | 0                     | 3                     |  |                 |                        |                |                |                |  |  | Wolfsburg              | 1              | 0              | 1              |  |  |                        |            |            |            |  |  |                 |       |
| Hapoel Tel Aviv       | 0                     | 0                     | 0                     |  |                 | Rubin Kazan            | 1              | 1              | 2              |  |  |                        |                |                |                |  |  |                        |            |            |            |  |  |                 |       |
| Villarreal            | 2                     | 1                     | 3                     |  | Wolfsburg       | 1                      | 2              | 3              |                |  |  |                        |                |                |                |  |  |                        |            |            |            |  |  |                 |       |
| Wolfsburg             | 2                     | 4                     | 6                     |  |                 |                        |                |                |                |  |  |                        |                |                |                |  |  | Fulham                 | 0          | 2          | 2          |  |  |                 |       |
| Hamburg (g.f.)        | 1                     | 2                     | 3                     |  |                 |                        |                |                |                |  |  |                        |                |                |                |  |  | Hamburg                | 0          | 1          | 1          |  |  |                 |       |
| PSV Eindhoven         | 0                     | 3                     | 3                     |  |                 | Hamburg                | 3              | 3              | 6              |  |  |                        |                |                |                |  |  |                        |            |            |            |  |  |                 |       |
| Athletic Bilbao       | 1                     | 0                     | 1                     |  | Anderlecht      | 1                      | 4              | 5              |                |  |  |                        |                |                |                |  |  |                        |            |            |            |  |  |                 |       |
| Anderlecht            | 1                     | 4                     | 5                     |  |                 |                        |                |                |                |  |  | Hamburg                | 2              | 3              | 5              |  |  |                        |            |            |            |  |  |                 |       |
| Panathinaikos         | 3                     | 3                     | 6                     |  |                 |                        |                |                |                |  |  | Standard Liège         | 1              | 1              | 2              |  |  |                        |            |            |            |  |  |                 |       |
| Roma                  | 2                     | 2                     | 4                     |  |                 | Panathinaikos          | 1              | 0              | 1              |  |  |                        |                |                |                |  |  |                        |            |            |            |  |  |                 |       |
| Standard Liège        | 3                     | 0                     | 3                     |  | Standard Liège  | 3                      | 1              | 4              |                |  |  |                        |                |                |                |  |  |                        |            |            |            |  |  |                 |       |
| Red Bull Salzburg     | 2                     | 0                     | 2                     |  |                 |                        |                |                |                |  |  |                        |                |                |                |  |  |                        |            |            |            |  |  |                 |       |